# Právní síla
Právní síla je vlastnost právní normy, spočívající v míře schopnosti právně zavazovat své adresáty. Závisí pak na tom, v jakém typu právního předpisu je obsažena, lze proto hovořit i o právní síle právních předpisů. Je možné ji chápat absolutně, kdy se rozlišují právní normy, resp. právní předpisy různé právní síly, vyšší a nižší, a relativně, tedy ve vzájemném vztahu. 
Podle absolutního chápání právní síly se rozlišují právní předpisy:
- primární (zákonné) – ústavní zákony, „obyčejné“ zákony a zákonná opatření Senátu
- sekundární (podzákonné) – nařízení vlády, vyhlášky ministerstev a jiných ústředních orgánů státní správy, vyhlášky orgánů územní samosprávy

V relativním pojetí právní síly pak platí, že právní norma nižší právní síly nemůže odporovat právní normě s vyšší právní silou. Pokud tedy v daném případě na věc dopadají dvě odlišné právní normy, ta s nižší právní silou pro tento případ neplatí (kolizní pravidlo lex superior derogat inferiori).